# Akodon azarae
Akodon azarae е малък южноамерикански гризач от семейство Хомякови. Разпространен е в крайния южен ъгъл на Бразилия, югоизточен Парагвай, Уругвай и източна Аржентина. Видът е кръстен на испанския натуралист Феликс де Асара.
Обитава планински местообитания, храсталаци, ливади и поляни. Бременността продължава 24 – 25 дни и ражда 3 – 7 малки в периода между октомври и май.
Видът е един от носителите на вируса на Аржентинската хеморагична треска.